# Sion, Thụy Sĩ
Sion (tiếng Đức: Sitten; tiếng Ý: Seduno; Latin Sedunum) là thủ phủ của bang Valais, Thụy Sĩ. Tính đến tháng 12 năm 2013 nó có dân số 32.797 người. Ngày 17 tháng 1 năm 1968 đô thị tự trị cũ Bramois được sáp nhập vào khu đô thị tự trị Sion. Ngày 01 tháng 1 năm 2013 khu đô thị tự trị cũ Salins sáp nhập vào khu đô thị tự trị Sion.